# Risultati sportivi di Tazio Nuvolari

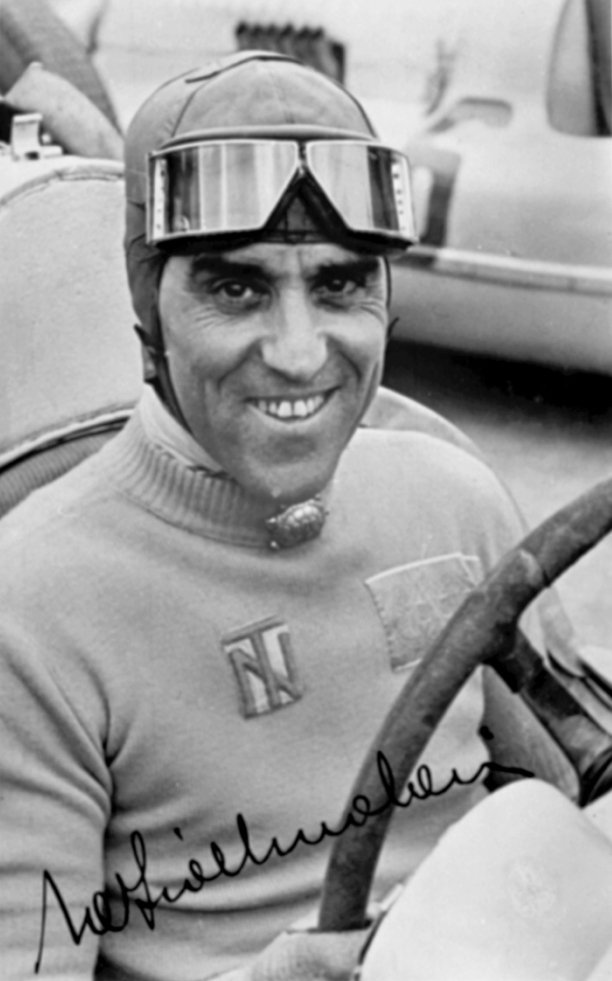

I Risultati sportivi di Tazio Nuvolari comprendono i risultati, le statistiche ed i record del pilota motociclistico e automobilistico italiano Tazio Nuvolari.

## Formula Grand Prix

### Risultati nel Campionato europeo di automobilismo
Risultati ottenuti da Tazio Nuvolari nel Campionato europeo di automobilismo.
| 1931    | Scuderia   | Vettura                                      | ITA   | FRA   | BEL |     |     |       |     | Punti | Posizione |
| ------- | ---------- | -------------------------------------------- | ----- | ----- | --- | --- | --- | ----- | --- | ----- | --------- |
| 1931    | Alfa Corse | Tipo A / 8C 2300                             | Rit/1 | 11    | 2   |     |     |       |     | 13    | 8º        |
| 1932    | Scuderia   | Vettura                                      | ITA   | FRA   | GER |     |     |       |     | Punti | Posizione |
| 1932    | Alfa Corse | Alfa Romeo P3                                | 1     | 1     | 2   |     |     |       |     | 4     | 1º        |
| 1935    | Scuderia   | Vettura                                      | MON   | FRA   | BEL | GER | SVI | ITA   | SPA | Punti | Posizione |
| 1935    | Ferrari    | Alfa Romeo P3 Alfa Romeo Monoposto 8C 35     | Rit   | Rit   |     | 1   | 5   | Rit/2 | Rit | 24    | 4º        |
| 1936    | Scuderia   | Vettura                                      | MON   | GER   | SVI | ITA |     |       |     | Punti | Posizione |
| 1936    | Ferrari    | Alfa Romeo Monoposto 8C 35 Alfa Romeo 12C 36 | 4     | Rit   | Rit | 2   |     |       |     | 17    | 3º        |
| 1937    | Scuderia   | Vettura                                      | BEL   | GER   | MON | SVI | ITA |       |     | Punti | Posizione |
| 1937    | Ferrari    | Alfa Romeo 12C 36                            |       | 4     |     | -   | 7   | -     | -   | 28    | 7º        |
| 1937    | Auto Union | Auto Union C                                 | -     | -     | -   | 5   | -   | -     | -   | 28    | 7º        |
| 1938    | Scuderia   | Vettura                                      | FRA   | GER   | SVI | ITA |     |       |     | Punti | Posizione |
| 1938    | Auto Union | Auto Union D                                 |       | Rit/4 | 9   | 1   |     |       |     | 20    | 5º        |
| 1939    | Scuderia   | Vettura                                      | BEL   | FRA   | GER | SVI |     |       |     | Punti | Posizione |
| 1939    | Auto Union | Auto Union D                                 | Rit   | Rit   | Rit | 5   |     |       |     | 19    | 4º        |
| Legenda |            |                                              |       |       |     |     |     |       |     |       |           |

### Risultati nei Gran Premi di automobilismo
Risultati ottenuti da Tazio Nuvolari nei Gran Premi di automobilismo.
| Anno    | Vettura                     | 1       | 2         | 3         | 4       | 5         | 6       | 7         | 8           | 9       | 10        | 11          | 12      | 13      | 14    | 15      | 16        | 17      | 18      | 19    | Fonti  |
| ------- | --------------------------- | ------- | --------- | --------- | ------- | --------- | ------- | --------- | ----------- | ------- | --------- | ----------- | ------- | ------- | ----- | ------- | --------- | ------- | ------- | ----- | ------ |
| 1921    | Ansaldo                     | SAL 4   |           |           |         |           |         |           |             |         |           |             |         |         |       |         |           |         |         |       | [ 1 ]  |
| 1922    | Ansaldo                     | SAL 2   |           |           |         |           |         |           |             |         |           |             |         |         |       |         |           |         |         |       | [ 1 ]  |
| 1923    | Diatto                      | CRE Rit | SAL Rit   |           |         |           |         |           |             |         |           |             |         |         |       |         |           |         |         |       | [ 2 ]  |
| 1924    | Bianchi Chiribiri           | GEN 1   | RAV 2     | ROV 2     | CRE Rit |           |         |           |             |         |           |             |         |         |       |         |           |         |         |       | [ 3 ]  |
| 1927    | Bugatti                     | PER 7   | ROM 1     | BOL Rit   | LIV 4   | MNZ Rit   | SAL 1   |           |             |         |           |             |         |         |       |         |           |         |         |       | [ 4 ]  |
| 1928    | Bugatti                     | TRI 1   | VER 1     | ALE 1     | PAL Rit | MES 4     | CAT Inc | ROM Rit   | CRE 2       | PES 4   | LIV 2     | ITA 3       |         |         |       |         |           |         |         |       | [ 5 ]  |
| 1929    | Bugatti Alfa Romeo Talbot   | TRI 3   | ROM Rit   | MUG 9     | LIV 2   | MNZ 2     | CRE Rit |           |             |         |           |             |         |         |       |         |           |         |         |       | [ 6 ]  |
| 1930    | Alfa Romeo                  | ALE Rit | PAL 5     | ROM Rit   | LIV Rit | PES 5     | MNZ Rit | BRN Rit/3 |             |         |           |             |         |         |       |         |           |         |         |       | [ 7 ]  |
| 1931    | Alfa Romeo Bugatti          | ALE Rit | PAL 1     | ITA Rit/1 | ROM Rit | FRA 11    | BEL 2   | GER 4     | LIV 1       | PES 3   | MNZ Rit/4 | BRN Inc/Rit |         |         |       |         |           |         |         |       | [ 8 ]  |
| 1932    | Alfa Romeo                  | MON 1   | PAL 1     | ITA 1     | FRA 1   | GER 2     | LIV 1   | PES 1     | BRN 3       | MNZ 3   | MAR 2     |             |         |         |       |         |           |         |         |       | [ 9 ]  |
| 1933    | Alfa Romeo Maserati         | TUN 1   | MON SQ    | ALE 1     | TRI 2   | AVU 3     | NUR 1   | NIM 1     | FRA Rit/Rit | BAR 5   | REI Rit   | BEL 1       | LIV 1   | NIZ 1   | PES 2 | MAR Rit | ITA 2     | SPA Inc |         |       | [ 10 ] |
| 1934    | Bugatti Maserati Alfa Romeo | MON 5   | ALE Inc   | AVU 5     | NUR Rit | BAR Rit   | FRA Rit | REI Rit   | GER 4       | LIV 3   | PES 2     | NIZ Rit     | BER Rit | BIE Rit | ITA 5 | SPA 3   | BRN 3     | MOD 1   | NAP 1   |       | [ 11 ] |
| 1935    | Alfa Romeo                  | PAU 1   | MON Rit   | TUN Rit   | TRI 4   | BER 1     | AVU NQ  | BIE 1     | FRA Rit     | BAR 3   | TOR 1     | GER 1       | LIV 1   | PES Rit | NIZ 1 | SVI 5   | ITA Rit/2 | MOD 1   | SPA Rit | BRN 2 | [ 12 ] |
| 1936    | Alfa Romeo                  | MON 4   | TRI 8     | BAR 1     | NUR 2   | UNG 1     | MIL 1   | GER Rit   | LIV Rit/1   | PES Rit | SVI Rit   | ITA 2       | MOD 1   | ROO 1   |       |         |           |         |         |       | [ 13 ] |
| 1937    | Alfa Romeo Auto Union       | TOR SP  | TRI Rit   | NUR 5     | MIL 1   | ROO Rit/5 | GER 4   | PES Rit   | SVI 5/7     | ITA 7   | BRN 5     |             |         |         |       |         |           |         |         |       | [ 14 ] |
| 1938    | Alfa Romeo Auto Union       | PAU SP  | GER Inc/4 | PES Rit   | SVI 9   | ITA 1     | DON 1   |           |             |         |           |             |         |         |       |         |           |         |         |       | [ 15 ] |
| 1939    | Auto Union                  | NUR 2   | BEL Inc   | FRA Rit   | GER Rit | SVI 5     | 1939 1  |           |             |         |           |             |         |         |       |         |           |         |         |       | [ 15 ] |
| 1946    | Maserati                    | MAR NQ  | BOI Rit   | SAI Rit   | ALB 1   | GIN 4     | TOR Rit | MIL Rit   |             |         |           |             |         |         |       |         |           |         |         |       | [ 16 ] |
| 1948    | Cisitalia Maserati          | MON Rit | FRA 7     |           |         |           |         |           |             |         |           |             |         |         |       |         |           |         |         |       | [ 17 ] |
| 1949    | Maserati                    | MAR NQ  |           |           |         |           |         |           |             |         |           |             |         |         |       |         |           |         |         |       | [ 17 ] |
| Legenda |                             |         |           |           |         |           |         |           |             |         |           |             |         |         |       |         |           |         |         |       |        |

## Formula Indy

### Risultati nel Campionato americano
Risultati ottenuti da Tazio Nuvolari nei Campionati americani.
| Anno    | Serie | Scuderia         | Vettura                   | 1      | 2         | 3     | 4     | Punti | Posizione |
| ------- | ----- | ---------------- | ------------------------- | ------ | --------- | ----- | ----- | ----- | --------- |
| 1936    | AAA   | Scuderia Ferrari | Alfa Romeo 12C 36         | INDY - | GOS -     | SYR - | ROO 1 | 360   | 5°        |
| 1937    | AAA   | Scuderia Ferrari | Alfa Romeo 12C 36 / 8C 35 | INDY - | ROO Rit/5 | SYR - |       | -     | -         |
| Legenda |       |                  |                           |        |           |       |       |       |           |

### Risultati nella 500 Miglia di Indianapolis
Risultati ottenuti da Tazio Nuvolari nella 500 Miglia di Indianapolis.
| Anno    | Vettura            | Numero | Risultato |
| ------- | ------------------ | ------ | --------- |
| 1938    | Alfa Romeo         | 48     | NA        |
| 1938    | Miller-Offenhauser | 54     | NA        |
| Legenda |                    |        |           |

## Sport e Turismo

### Risultati nella Mille Miglia
Risultati ottenuti da Tazio Nuvolari nella Mille Miglia.
| Anno    | Scuderia       | Costruttore | Vettura          | Numero | Categoria | Classe    | Meccanico                  | Risultato di classe | Risultato assoluto |
| ------- | -------------- | ----------- | ---------------- | ------ | --------- | --------- | -------------------------- | ------------------- | ------------------ |
| 1927    | Pilota privato | Bianchi     | Bianchi 20 Sport | 89     | ?         | 3.0       | Alessandro Cappelli        | 5°                  | 10°                |
| 1928    | Pilota privato | Bugatti     | T43              | 84     | ?         | 3.0       | Amedeo Bignami             | 6°                  | 13°                |
| 1929    | Pilota privato | OM          | 665 SMM          | 85     | ?         | 2000      | Alfonso Greggio            | 9°                  | 12°                |
| 1930    | Alfa Romeo     | Alfa Romeo  | 6C 1750 GS       | 84     | Turismo   | S 2.0     | Giovanni Battista Guidotti | 1°                  | 1°                 |
| 1931    | Alfa Romeo     | Alfa Romeo  | 8C 2300 Sport    | 104    | Sport     | S+1.1     | Giovanni Battista Guidotti | 2°                  | 9°                 |
| 1932    | Alfa Romeo     | Alfa Romeo  | 8C 2300 MM       | 105    | Sport     | S +1.5    | Giovanni Battista Guidotti | Rit                 | Rit                |
| 1933    | Ferrari        | Alfa Romeo  | 8C 2300 MM       | 98     | Sport     | S/TP +1.5 | Decimo Compagnoni          | 1°                  | 1°                 |
| 1934    | Scuderia Siena | Alfa Romeo  | 8C 2300 MM       | 44     | Sport     | S3.0      | Eugenio Siena              | 2°                  | 2°                 |
| 1947    | Pilota privato | Cisitalia   | Cisitalia 202 MM | 179    | Sport     | S 1.1     | Giuseppe Carena            | 1°                  | 2°                 |
| 1948    | Ferrari        | Ferrari     | 166 SC           | 1049   | Sport     | S 2./+2.0 | Sergio Scapinelli          | Rit                 | Rit                |
| Legenda |                |             |                  |        |           |           |                            |                     |                    |

### Risultati nella 24 Ore di Le Mans
Risultati ottenuti da Tazio Nuvolari nella 24 Ore di Le Mans.
| Anno    | Scuderia   | Costruttore | Vettura            | Numero | Categoria | Classe | Copilota       | Risultato di classe | Risultato assoluto |
| ------- | ---------- | ----------- | ------------------ | ------ | --------- | ------ | -------------- | ------------------- | ------------------ |
| 1933    | Alfa Corse | Alfa Romeo  | Alfa Romeo 8C 2300 | 11     | Sport     | 3.0    | Raymond Sommer | 1°                  | 1°                 |
| Legenda |            |             |                    |        |           |        |                |                     |                    |

### Bibliografiche e sitografiche
1. 1 2  De Agostini 2003, p. 168.
2. ↑  De Agostini 2003, pp. 168-169.
3. ↑  De Agostini 2003, pp. 169-170.
4. ↑  De Agostini 2003, p. 173.
5. ↑  De Agostini 2003, pp. 173-174.
6. ↑  De Agostini 2003, pp. 174-175.
7. ↑  De Agostini 2003, pp. 175-176.
8. ↑  De Agostini 2003, pp. 176-177.
9. ↑  De Agostini 2003, pp. 177-178.
10. ↑  De Agostini 2003, pp. 178-179.
11. ↑  De Agostini 2003, pp. 179-180.
12. ↑  De Agostini 2003, pp. 180-181.
13. ↑  De Agostini 2003, pp. 181-182.
14. ↑  De Agostini 2003, p. 182.
15. 1 2  De Agostini 2003, p. 183.
16. ↑  De Agostini 2003, pp. 183-184.
17. 1 2  De Agostini 2003, p. 184.
18. 1 2  champcarstats.

### Esplicative
1. ↑  Si ritirò con una vettura condivisa con Mario Umberto Borzacchini e vinse con un'altra vettura condivisa con Giuseppe Campari. Al fine della classifica viene considerato solo il primo risultato.
2. ↑  Condivise la vettura con Giovanni Minozzi.
3. ↑  Condivise la vettura con Mario Umberto Borzacchini.
4. ↑  Dal Gran Premio d'Italia 1935.
5. ↑  Condivise la vettura con Carlo Felice Trossi.
6. ↑  Si ritirò con una vettura e si classificò al secondo posto con un'altra vettura condivisa con Renè Dreyfus. Al fine della classifica viene considerato solo il primo risultato.
7. ↑  Dal Gran Premio di Germania 1936.
8. ↑  Condivise la vettura con Nino Farina.
9. ↑  Si ritirò con una vettura e si classificò al quarto posto con un'altra vettura condivisa con Hermann Paul Müller. Al fine della classifica viene considerato solo il primo risultato.
10. ↑  Nel Circuito del Tigullio 1924 (1ª gara).
11. ↑  Nel Gran Premio di Tripoli 1929 e nel Gran Premio di Roma 1929 (1ª e 2ª gara).
12. ↑  Nel Circuito del Mugello 1929 e nella Coppa Montenero 1929 (3ª e 4ª gara).
13. ↑  Nel Gran Premio di Monza 1929 e nel Circuito di Cremona 1929 (5ª e 6ª gara).
14. ↑  Nel Gran Premio di Roma 1931 (4ª gara).
15. ↑  Fino al Gran Premio della Marna 1933 (10ª gara).
16. ↑  Dal Gran Premio Gran Premio del Belgio 1933 (11ª gara).
17. ↑  Nel Gran Premio di Monaco 1934 (1ª gara), nel Gran Premio di Francia 1934 (6ª gara) e nel Gran Premio di Spagna 1934 (15ª gara).
18. ↑  Nel Circuito di Biella 1934 (17ª gara).
19. ↑  Nel Gran Premio di Svizzera 1937 (8ª gara).
20. ↑  Nel Gran Premio di Pau 1938 (1ª gara).
21. ↑  Nel Gran Premio di Francia 1948 (2ª gara).